# Атафу

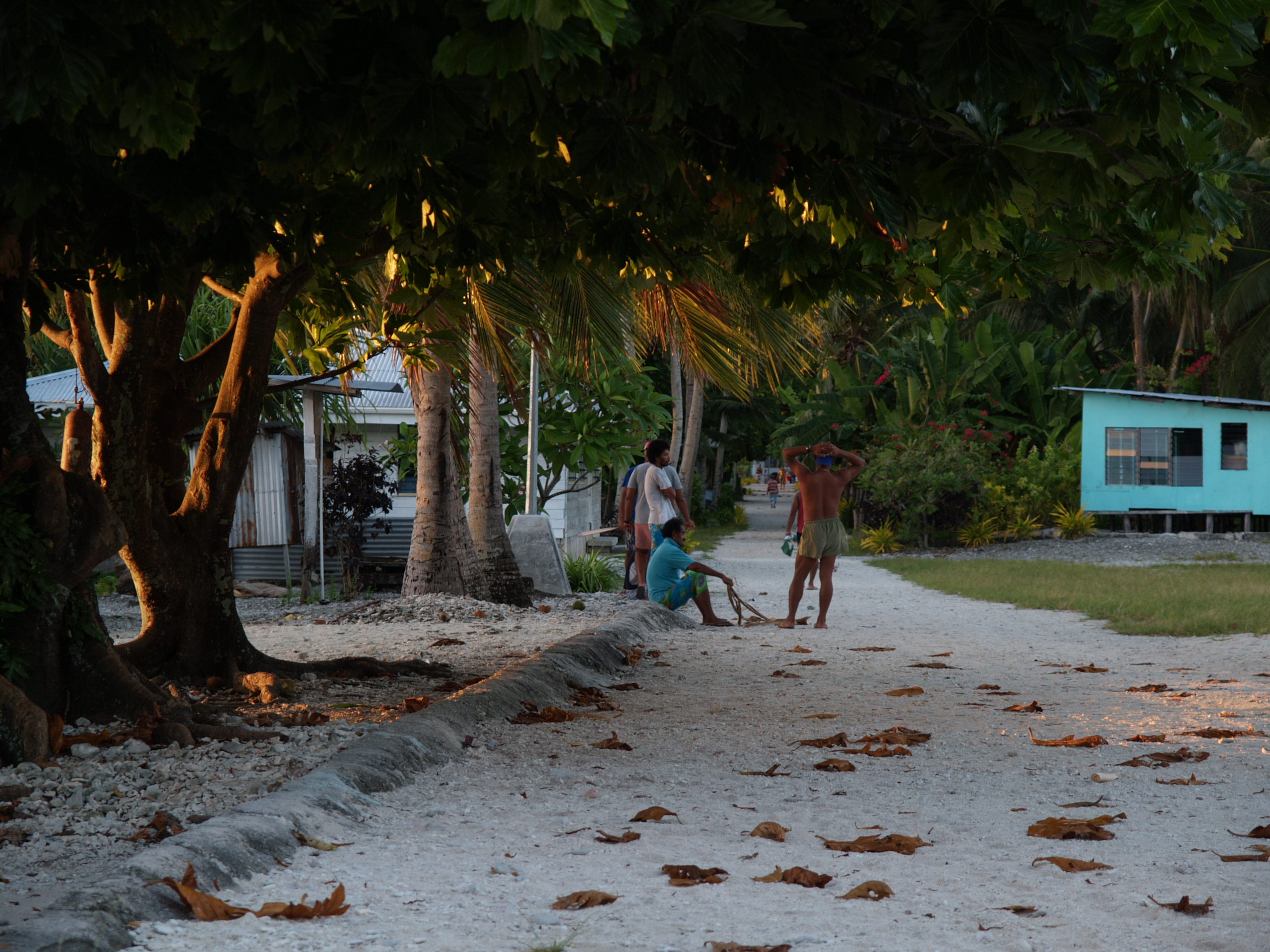
Головна вулиця острова

Атафу — один із трьох атолів Токелау. У 2006 на Атафу жили 524 людини — це найбільш населений атол у Токелау. Адміністративний центр атола — Атафу Вілладж, інших населених пунктів немає. Атафу відкрив Джон Байрон 21 червня 1765. Тоді на островах ніхто не жив.

## Клімат
Острів лежить у зоні, що характеризується вологим тропічним кліматом. Найтепліший місяць — січень із середньою температурою 27,8 °C (82 °F). Найхолодніший місяць — січень, із середньою температурою 27,8 °С (82 °F).
| Клімат Атафу            | Клімат Атафу | Клімат Атафу | Клімат Атафу | Клімат Атафу | Клімат Атафу | Клімат Атафу | Клімат Атафу | Клімат Атафу | Клімат Атафу | Клімат Атафу | Клімат Атафу | Клімат Атафу | Клімат Атафу |
| Показник                | Січ.         | Лют.         | Бер.         | Квіт.        | Трав.        | Черв.        | Лип.         | Серп.        | Вер.         | Жовт.        | Лист.        | Груд.        | Рік          |
| Середня температура, °C | 28           | 28           | 28           | 28           | 28           | 28           | 28           | 28           | 28           | 28           | 28           | 28           | 28           |
| Норма опадів, мм        | 319          | 278          | 256          | 176          | 191          | 215          | 200          | 205          | 175          | 210          | 248          | 372          | 2845         |
| ----------------------- | ------------ | ------------ | ------------ | ------------ | ------------ | ------------ | ------------ | ------------ | ------------ | ------------ | ------------ | ------------ | ------------ |
| Джерело: Weatherbase    |              |              |              |              |              |              |              |              |              |              |              |              |              |

## Населення
Згідно з переписом населення, у 2006 році на острові проживало 524 особи (хоча лише 417 були присутні у день перепису). 95 % опитаних належали до конгрегаціоналістської церкви. Пресвітеріанська церква була побудована на острові ще у 1858 році, але зараз більшість жителів острова належать до Конгрегаціоналістської християнської церкви. Головне поселення на атолі розташоване саме на острові Атафу, у його північно-західній частині. Перше поселення на острові було засноване на південному кінці острова, жителі будували будинки вздовж берега лагуни, щоб отримувати прохолоду пасатів.
Чоловіки на Атафу є майстерними рибаками, і вони використовують багато традиційних методів ловлі, які передаються від батька до сина. Вони виготовляють високоефективні приманки, пастки для риб, сітки й неводи, також вони виготовляють традиційні каное, які є важливою частиною їхнього риболовного промислу.